# Poppenheim
Poppenheim ist eine Wüstung westlich von Riedstadt-Erfelden. Der Ort ging Ende des 15. Jahrhunderts im Rhein unter. Seine exakte Lage ist unbekannt.

## Lage
Poppenheim lag westlich von Erfelden. Das hessische Historische Ortslexikon geht davon aus, dass der Ort im Bereich der heutigen Gemarkung Leopoldsgewann etwa 2 km vom heutigen Rheinlauf entfernt lag. Im Unterschied dazu vermutete Georg Wagner 1862 eine Lage im Bereich des heutigen Rheinlaufs beim Kleinen Kühkopf. Dies begründet er mit dem Untergang des Ortes im Rhein und einer Häufung von mit Poppenheim verbundenen Ortsangaben in diesem Bereich; auch habe der Hahnensand zur Poppenheimer Gemarkung gehört.

## Geschichte
Poppenheim wurde erstmals 765 im Lorscher Codex als uilla Pophenheim erwähnt. 782 erhielt hier das Kloster Lorsch Grundbesitz geschenkt, zwischen 780 und 802 auch das Kloster Fulda. 1252 erwarb der Mainzer Erzbischof Gerhard I. von Dhaun neben weiteren Orten Poppenheim, in der Folge erhielt die Mainzer Kirche weitere Güter im Ort, unter anderem das Stift St. Viktor vor Mainz. Für die Mitte des 14. Jahrhunderts ist zudem das Kloster Eberbach als Grundeigentümer dokumentiert.
1433 schlossen die Grafen von Katzenelnbogen mit dem Kloster Eberbach und zahlreichen Orten des hessischen Rieds einen Vertrag über die Instandhaltungskosten des zerstörten Rheindeiches zwischen Poppenheim und dem Nierstein gegenüberliegenden Rheinufer.
1486 wurde der Pfarrer von Hofheim (dem heutigen Philippshospital) von Erzbischof Berthold von Henneberg beauftragt, die Poppenheimer Kapelle abzubrechen, um sie an anderer Stelle neu zu errichten oder das Baumaterial für die Hofheimer Pfarrkirche zu verwenden, da die Fundamente der Kapelle wiederholt vom Rhein angegriffen worden seien und die Kapelle bei der nächsten Überschwemmung wahrscheinlich einstürzen würde. Schon 1474 waren einige Gehöfte in Poppenheim aufgegeben worden. Vermutlich fiel der Ort zwischen 1474 und 1486 durch Hochwasser wüst. Das Zinsbuch des Konrad X. von Frankenstein vermerkt im Eintrag zu Poppenheim für das Jahr 1489, dass der Rhein das Meiste weggenommen habe.